# Hapoel Hatzaïr
Le Hapoël Hatzaïr, ou Ha'poël Hatzaïr (« le jeune travailleur ») est le premier parti socialiste sioniste fondé en Palestine, en 1905 (un an avant l'autre grand parti socialiste sioniste, le Poaley Tzion), par des émigrants juifs russes.
C'était un parti non marxiste, inspiré par le socialisme populiste russe, l’anarchisme et l'œuvre de Léon Tolstoï. Il militait pour un socialisme agricole, anti-autoritaire et coopératif, et développa une véritable religion du travail manuel. Ses militants créèrent ainsi le premier Kibboutz (à l'époque appelé kvoutza) en 1909 et jouèrent un rôle majeur dans le développement du mouvement des kibboutzim.
Après la première guerre mondiale, le Hapoël Hatzaïr devint l'un des partis politiques sionistes les plus puissants en Palestine. Son poids au sein de l'Organisation sioniste mondiale, dont il était membre, était par contre plus restreint.
En 1920, le Hapoël Hatzaïr fonda le syndicat Histadrout avec les marxistes du 
Poaley Tzion, qui venaient de se rebaptiser Akhdut HaAvoda. En 1930, allant plus loin sur la voie de l'unité, le Hapoel Hatzaïr et le Achdut Ha'avoda fusionnèrent, donnant naissance au Mapaï, la principale composante de l'actuel parti travailliste israélien, qui dirigea le Yichouv puis l'État d'Israël jusqu'en 1977.